# Сандфорд Флеминг
Сендфорд Флеминг (енгл. Sir Sandford Fleming; 7. јануар 1827 — 22. јул 1915), био је канадски инжењер и проналазач, шкотског порекла, који је предложио светски стандард временских зона. Флеминг је дизајнирао прву канадску поштанску марку, и за собом оставио велики број геодетских карата. Такође је заслужан за пројектовање већег дела међуколонијалне железнице и канадске пацифичке железнице. Један је од оснивача Краљевског канадског друштва и оснивач Краљевског канадског института, једне од научних организација, основана у Торонту.

## Живот и дело
Сандфорд Флеминг је рођен у Керколди, покрајина Фиф, у Шкотској. Студије геодезије започео је у његовом родном граду у време када је прва пруга у свету управо изграђена у Британији у време огромног економском раста и развоја нових технологија, или индустријске револуције, од које је пре свега корист имала средња класа. 
Како су у првој половини 19. века, на хиљаде Британаца привлачили послова и огромно расположиво земљишта Северне Америке , Флеминг је одлучио да емигрира у Канаду, у великој мери пољопривредног колонију Британије у којој се све више развијала индустрија. Подстакнут изазовима везаним за лични напредак, Флеминг је, са само 17 година, кренуо у авантуру са ентузијазмом, креативношћу и надом, да би у овој земљи оставио свој траг посебно у железничкој индустрији. 
На броду под називом „Бриљантно“, допловио је у Квебек 1845. године, у огромну земљи као што је Канада, у којој је железнички систем био у сталном развоју. Као геометар и грађевински инжењер, Сандфорд Флеминг је прихватио посао на проширењу канадске железничке мреже, у пројекту за који је дубоко веровао да има велику комуникациону и транспортну важност за његову нову земљу. Тако је Флеминг у Канади почео прво да ради на железници, где је стекао велико искуство током 1850-их и 1860-их, као главни инжењер на различитих железничким пројектима у провинцијама Горња Канада и Нова Шкотска.
У раном периоду своје каријери, Флеминг је дизајнирао прву канадску поштанску марку, од три пенија, која је издата 1851. године.
У 1867. именован је за главног инжењера интерколонијалне железнице (Inter-Colonial Railway), која је требало да повеже Нову Шкотску са централном Канадом, у склопу новоосноване конфедерације, која је настала те године.
Године 1871, Сандфорд Флеминг је прихватио највећи изазов у каријери: постао је главни инжењер канадске пацифичке железница (Canadian Pacific Railway), и био задужен за праћење изградње железничке пруге која је требало да отвори пут ка канадским насељима на западу земље, и уједини Канаду од обале до обале брзим превозним средством, ефикасном, модерним и обезбеди проток робе и људи, олакша трговину и доприноси развоју градова уз пругу.
Путовања широм Канаде дала су Флеминг идеју да осмисли стандардни систем временских зона, које су стварале конфузије у мерењу времена у Северној Америци и Европи. Он је потребу за временским зонама препознао док се мучио са проблемом планирања међуградских возове. Овај систем временских зона који је предложио Флеминг, усвојен 1884. године, и дан данас се примењује у свету.
Повукао се из посла са железницом 1880. године када је Канадска влада почела де подешава изградњу пруге приватним интересима. Међутим он је наставио да допринеси раду железнице, као консултант, али највећи део свој безграничну енергију усмерио је у нове пројекте и модернизацију у многим областима друштва.
Тако је Флеминг покренуо пројект постављања телеграфског кабла од Канаде до Аустралије, 1879. године. После бројних проблема и отпора од бројних конфедералних структура, телеграфски кабл од Ванкувера до Новог Зеланда и Аустралије завршен 1902. године.
Умро је 22. јула 1915. године у кући његове ћерке у Халифаксу. Сахрањен је на гробљу у Отави. За собом је оставио три сина и две ћерке.